# Order of Nova Scotia

Ordensband

Der Order of Nova Scotia ist ein ziviler Verdienstorden in der kanadischen Provinz Nova Scotia. Die Auszeichnung wurde am 2. August 2001 eingeführt und wird Zivilpersonen verliehen, die durch besondere Leistungen aufgefallen sind. Jedes Jahr werden nicht mehr als fünf Personen mit diesem Orden ausgezeichnet. Der Vizegouverneur erhält ihn bei der Vereidigung automatisch und ist während seiner Amtszeit gleichzeitig Kanzler des Ordens.

## Struktur und Ernennung
Mit dem Order of Nova Scotia sollen gegenwärtige oder ehemalige langjährige Einwohner Nova Scotias ausgezeichnet werden, die sich in einem bestimmten Gebiet durch einen hohen Grad an Leistung und Erfolg hervorgetan haben und dadurch sich sowie der Provinz Ehre und Prestige gebracht haben. Bezüglich der maximalen Zahl der Ordensträger gibt es keine Einschränkungen, allerdings können pro Jahr nicht mehr als fünf Personen ausgezeichnet werden. Voraussetzung ist die kanadische Staatsbürgerschaft; ausgeschlossen sind Personen, die gegenwärtig gewähltes oder ernanntes Mitglied einer Körperschaft öffentlichen Rechts sind.
Der Nominationsprozess, mit dem geeignete Personen gesucht werden sollen, beginnt mit Vorschlägen der Öffentlichkeit an den Ordensbeirat. Dieser besteht aus einer Person, die vom Premierminister zum Vorsitzenden bestimmt wird, dem Präsidenten des Obersten Gerichtshofes der Provinz, dem Regierungssekretär, dem Präsidenten einer Universität dieser Provinz und je einer Person, die von den Vorsitzenden der im Abgeordnetenhaus vertretenen Parteien bestimmt wird. Sämtliche Mitglieder müssen ihren Wohnsitz in Nova Scotia haben. Der Beirat tritt jährlich mindestens einmal zusammen und gibt Empfehlungen an die Provinzregierung ab. Zusammen bestimmen sie eine Liste potenzieller Kandidaten zuhanden des Vizegouverneurs. Posthume Nominationen sind bis ein Jahr nach dem Tod des Nominierten zulässig. Der Vizegouverneur, der von Amts wegen Mitglied und Kanzler des Beirates ist, gibt die Ernennung mit einer Weisung bekannt, die mit dem Großen Siegel der Provinz besiegelt wird. Die neuen Ordensmitglieder haben danach das Recht, ihrem Namen das Kürzel ONS anzuhängen.
→ Liste der Träger des Order of Nova Scotia

## Insignien
Nach der Aufnahme in den Orden erhalten die Mitglieder in einer Zeremonie im Government House in Halifax die Insignien des Ordens überreicht. Das Hauptemblem des Ordens ist ein Goldmedaillon in Form eines Heidekrautgewächses  genauer Epigaea repens, der offiziellen Blume der Provinz. Die Bildseite besteht aus weißem Email mit goldener Einfassung und trägt in der Mitte den Wappenschild des Wappens von Nova Scotia, überragt von der Edwardskrone als Symbol der Rolle des kanadischen Monarchen als Quell der Ehre. Das Band besteht aus vertikalen Streifen in Rot, Blau, Gold und Weiß. Männer tragen den Orden am Kragen am Ende des Bandes angehängt, Frauen tragen ihn an einer Schleife an der linken Brust. Für weniger formelle Anlässe erhalten die Mitglieder eine Anstecknadel.